# Проповедник (телесериал)
«Пропове́дник» (англ. Preacher) — американский телесериал, производством которого занимались Эван Голдберг, Сет Роген и Сэм Кэтлин по заказу телеканала AMC. Пилотный эпизод был заказан телеканалом AMC 7 февраля 2014 года. Является адаптацией одноимённой серии комиксов, созданной Гартом Эннисом и Стивом Диллоном и издаваемой издательством Vertigo, импринтом DC Comics.
Премьера сериала состоялась 22 мая 2016 года. 29 июня 2016 года телеканал AMC продлил сериал на второй сезон. 27 октября 2017 года сериал продлён на третий сезон.
В ноябре 2018 года сериал был продлён на четвёртый финальный сезон, съёмки которого происходили в Австралии.

## Синопсис
Джесси Кастер, проповедник из Техаса, объединяется с могущественным творением, сбежавшим с небес. Он, а также его бывшая Тюльпан и ирландский вампир Кэссиди, вместе отправляются в путешествие, чтобы в буквальном смысле найти Бога.

## Актёры и персонажи
= Главная роль в сезоне
     = Второстепенная роль в сезоне
     = Гостевая роль в сезоне
     = Не появляется

### Основной состав
| Доминик Купер    | Джесси Кастер            | 10 | 13 | 10 | 10 | 43 |
| Джозеф Гилган    | Проншес Кэссиди          | 9  | 13 | 10 | 10 | 42 |
| Рут Негга        | Тюлип О’Хэир             | 10 | 13 | 10 | 10 | 43 |
| Люси Гриффитс    | Эмили Вудроу             | 10 |    |    |    | 10 |
| У. Эрл Браун     | шериф Хьюго Рут          | 9  | 1  |    |    | 10 |
| Дерек Уилсон     | Донни Шнек               | 8  |    |    |    | 8  |
| Иэн Коллетти     | Юджин Рут / «Жополицый»  | 7  | 6  | 5  | 8  | 26 |
| Том Брук         | Фиор                     | 9  | 1  |    | 2  | 12 |
| Анатоль Юсеф     | ДеБланк                  | 8  |    |    |    | 8  |
| Грэм Мактавиш    | Покровитель Убийц        | 4  | 8  | 6  | 9  | 27 |
| Пип Торренс      | Герр Старр               |    | 7  | 7  | 10 | 24 |
| Ноа Тейлор       | Адольф Гитлер            |    | 6  | 4  | 8  | 18 |
| Джули Энн Эмери  | Лара Фезерстоун          |    | 7  | 8  | 10 | 25 |
| Малкольм Барретт | Гувер                    |    | 8  | 7  |    | 15 |
| Колин Каннингем  | Tи Cи                    |    |    | 10 |    | 10 |
| Бетти Бакли      | Мэри Л’Анджель           |    |    | 9  |    | 9  |
| Марк Харелик     | Бог                      | 1  | 1  | 3  | 9  | 14 |
| Тайсон Риттер    | Хамперду / Иисус Христос |    | 1  | 4  | 8  | 13 |
| Всего эпизодов   | Всего эпизодов           | 10 | 13 | 10 | 10 | 43 |

- Доминик Купер — Джесси Кастер[англ.], проповедник в небольшом городке Анвилль (Техас), чья цель — отыскать самого Бога[7]
- Джозеф Гилган — Проншес Кэссиди, ирландский вампир-алкоголик и лучший друг Кастера[8]
- Рут Негга — Тюлип О’Хара, бывшая девушка Кастера[6]
- Иэн Коллетти — Юджин Рут / «Жополицый», сын шерифа Хьюго Рута, верный прихожанин и поклонник Кастера[9]
- Том Брук — Фиор, один из двух ангелов Адефи, которым назначили миссию по наблюдению за полуангелом-полудемоном, именуемым «Генезис»[10]
- Анатоль Юсеф[англ.] — ДеБланк, один из двух ангелов Адефи, которым назначили миссию по наблюдению за полуангелом-полудемоном, именуемым «Генезис» (1 сезон)
- Грэм Мактавиш — Покровитель Убийц[англ.], безжалостный убийца, нанятый Небесами с целью найти и убить Кастера[11]
- Пип Торренс — Герр Старр, член Грааля, могущественной, сверхсекретной организации[12] (2 — 4 сезоны)
- Ноа Тейлор — Адольф Гитлер (2 — 4 сезоны)[12]
- Джули Энн Эмери — Лара Фезерстоун, одна из лучших оперативников Грааля (2 — 4 сезоны)[12]
- Малкольм Барретт — Гувер, один из лучших оперативников Грааля (2 — 3 сезоны)[12][13]
- Бетти Бакли — Мэри Л’Анджель (3 сезон)[14]
- Джонни Койн — Всеотец Д’Ароник, глава организации Грааль (3 сезон)[15]

### Второстепенный состав
- Натан Дарроу[англ.] — Джон Кастер, ветеран войны, который вынужден принять сан по настоянию жёсткой матери
- Джеки Эрл Хейли — Один Куиннкэннон (1 сезон)[16]
- Рикки Мэйб[англ.] — Майлс Пирсон, мэр Анвилла (1 сезон)
- Люси Гриффитс — Эмили Вудроу, мать-одиночка, одновременно работающая официанткой, церковным органистом и помощницей Кастера (1 сезон)[17]
- У. Эрл Браун — шериф Анвилля Хьюго Рут, отец Юджина Рута (1 сезон)[18]
- Дерек Уилсон — Донни Шнек, головорез, главный помощник Одина Куиннкэннона (1 сезон)[19]
- Джейми Энн Оллман — Бетси Шнек, кроткая девушка, регулярно терпящая побои от своего мужа, Донни (1 сезон)[19]
- Рональд Гаттман[англ.] — Денис, состарившийся сын Кэссиди, который живёт в Новом Орлеане (2 сезон)[12]
- Джастин Прентис — Тайлер, заключённый в Аду (2 сезон)[12]
- Эми Хилл — мисс Маннеринг, тюремщица в Аду (2 сезон)
- Колин Каннингем — Ти Си (3 сезон)[13][14]
- Джереми Чайлдс — Джоди (3 сезон)[14]
- Дейсон Дуглас — Сатана (3 сезон)
- Лиз Макгивер — Кристина (3 сезон)[14]
- Адам Кроусделл (3 сезон)[13]
- Према Крус (3 сезон)[13]
- Дэвид Филд (4 сезон)

## Эпизоды
| Сезон | Сезон | Эпизоды | Оригинальная дата показа | Оригинальная дата показа |
| Сезон | Сезон | Эпизоды | Премьера сезона          | Финал сезона             |
| ----- | ----- | ------- | ------------------------ | ------------------------ |
|       | 1     | 10      | 22 мая 2016              | 31 июля 2016             |
|       | 2     | 13      | 25 июня 2017             | 11 сентября 2017         |
|       | 3     | 10      | 24 июня 2018             | 26 августа 2018          |
|       | 4     | 10      | 4 августа 2019           | 29 сентября 2019         |

### Сезон 1 (2016)
| № общий | № в сезоне | Название                                      | Режиссёр                  | Автор сценария                                                          | Дата премьеры | Зрители в США (млн) |
| ------- | ---------- | --------------------------------------------- | ------------------------- | ----------------------------------------------------------------------- | ------------- | ------------------- |
| 1       | 1          | «Пилот» «Pilot»                               | Сет Роген и Эван Голдберг | История: Сет Роген, Эван Голдберг и Сэм Кэтлин Телесценарий: Сэм Кэтлин | 22 мая 2016   | 2,38                |
| 2       | 2          | «Вижу» «See»                                  | Сет Роген и Эван Голдберг | Сэм Кэтлин                                                              | 5 июня 2016   | 2,08                |
| 3       | 3          | «Возможности» «The Possibilities»             | Скотт Винант              | Крис Келли                                                              | 12 июня 2016  | 1,75                |
| 4       | 4          | «Болотное чудовище» «Monster Swamp»           | Крэйг Зиск                | Сара Гудман                                                             | 19 июня 2016  | 1,14                |
| 5       | 5          | «Юг поднимется вновь» «South Will Rise Again» | Майкл Словис              | Крэйг Розенберг                                                         | 26 июня 2016  | 1,43                |
| 6       | 6          | «Бродяга» «Sundowner»                         | Гильермо Наварро          | Ник Таун                                                                | 3 июля 2016   | 1,49                |
| 7       | 7          | «Его не стало» «He Gone»                      | Майкл Моррис              | Мэри Лоус                                                               | 10 июля 2016  | 1,55                |
| 8       | 8          | «Аламо» «El Valero»                           | Кейт Деннис               | Оливия Дуфолт                                                           | 17 июля 2016  | 1,65                |
| 9       | 9          | «Закончи песню» «Finish the Song»             | Майкл Словис              | Сэм Кэтлин                                                              | 24 июля 2016  | 1,57                |
| 10      | 10         | «Вызов и ответ» «Call and Response»           | Сэм Кэтлин                | Сэм Кэтлин                                                              | 31 июля 2016  | 1,72                |

### Сезон 2 (2017)
| № общий | № в сезоне | Название                                         | Режиссёр                  | Автор сценария             | Дата премьеры    | Зрители в США (млн) |
| ------- | ---------- | ------------------------------------------------ | ------------------------- | -------------------------- | ---------------- | ------------------- |
| 11      | 1          | «По пути» «On the Road»                          | Сет Роген и Эван Голдберг | Сэм Кэтлин                 | 25 июня 2017     | 1,69                |
| 12      | 2          | «Мумбайская башня» «Mumbai Sky Tower»            | Сет Роген и Эван Голдберг | Сэм Кэтлин                 | 26 июня 2017     | 1,35                |
| 13      | 3          | «Барышни» «Damsels»                              | Майкл Словис              | Сара Гудмен                | 3 июля 2017      | 1,11                |
| 14      | 4          | «Виктор» «Viktor»                                | Майкл Словис              | Крэйг Розенберг            | 10 июля 2017     | 1,19                |
| 15      | 5          | «Даллас» «Dallas»                                | Майкл Моррис              | Филип Бюсер                | 17 июля 2017     | 1,27                |
| 16      | 6          | «Сокоша» «Sokosha»                               | Дэвид Эванс               | Мэри Лоус                  | 24 июля 2017     | 1,19                |
| 17      | 7          | «Свинья» «Pig»                                   | Уэйн Ип                   | Оливия Дюфолт              | 31 июля 2017     | 1,25                |
| 18      | 8          | «Дыры» «Holes»                                   | Майя Врвило               | Марк Стегеманн             | 7 августа 2017   | 1,15                |
| 19      | 9          | «Головоломка» «Puzzle Piece»                     | Майкл Доус                | Крэйг Розенберг            | 14 августа 2017  | 0,99                |
| 20      | 10         | «Маленький грязный секрет» «Dirty Little Secret» | Стив Грин                 | Мэри Лоус                  | 21 августа 2017  | 1,03                |
| 21      | 11         | «Черный ход» «Backdoors»                         | Норберто Барба            | Сара Гудмен                | 28 августа 2017  | 0,90                |
| 22      | 12         | «На колени» «On Your Knees»                      | Майкл Словис              | Сэм Кэтлин и Рэйчел Вагнер | 4 сентября 2017  | 1,10                |
| 23      | 13         | «Приехали» «The End of the Road»                 | Уэйн Ип                   | Сэм Кэтлин                 | 11 сентября 2017 | 0,97                |

### Сезон 3 (2018)
| № общий | № в сезоне | Название                           | Режиссёр         | Автор сценария          | Дата премьеры   | Произв. код | Зрители в США (млн) |
| ------- | ---------- | ---------------------------------- | ---------------- | ----------------------- | --------------- | ----------- | ------------------- |
| 24      | 1          | «Angelville» «Ангелавиль»          | Майкл Словис     | Сэм Кэтлин              | 24 июня 2018    | 301         | 0.84                |
| 25      | 2          | «Sonsabitches» «Сукины дети»       | Майкл Словис     | Сара Гудман             | 1 июля 2018     | 302         | 0.77                |
| 26      | 3          | «Gonna Hurt» «Будет больно»        | Джон Грилло      | Гари Тайч               | 8 июля 2018     | 303         | 0.77                |
| 27      | 4          | «The Tombs» «Могила»               | Уэйн Йип         | Марк Штегеманн          | 15 июля 2018    | 304         | 0.75                |
| 28      | 5          | «The Coffin» «Гроб»                | Миллисент Шелтон | Мэри Лоус               | 22 июля 2018    | 305         | 0.82                |
| 29      | 6          | «Les Enfants du Sang» «Дети крови» | Лаура Белси      | Рэйчел Вагнер           | 29 июля 2018    | 306         | 0.78                |
| 30      | 7          | «Hilter» «Рукоятка»                | Майкл Моррис     | Карла Чинг              | 5 августа 2018  | 307         | 0.88                |
| 31      | 8          | «The Tom / Brady» «Том / Брэйди»   | Уэйн Йип         | Мэри Лоус и Кевин Розен | 12 августа 2018 | 308         | 0.94                |
| 32      | 9          | «Schwanzkopf» «Голова хвоста»      | Кевин Хукс       | Гари Тайч               | 19 августа 2018 | 309         | 0.98                |
| 33      | 10         | «The Light Above» «Свет наверху»   | Сэм Кэтлин       | Сэм Кэтлин              | 26 августа 2018 | 310         | 1.02                |

### Сезон 4 (2019)
| № общий | № в сезоне | Название                                | Режиссёр          | Автор сценария           | Дата премьеры    | Произв. код | Зрители в США (млн) |
| ------- | ---------- | --------------------------------------- | ----------------- | ------------------------ | ---------------- | ----------- | ------------------- |
| 34      | 1          | «Masada» «На столе»                     | Джон Грилло       | Сэм Кэтлин и Кевин Розен | 4 августа 2019   | 401         | 0.62                |
| 35      | 2          | «Last Supper» «Последний ужин»          | Джон Грилло       | Гари Тайч                | 4 августа 2019   | 402         | 0.62                |
| 36      | 3          | «Deviant» «Девиантный»                  | Кевин Хукс        | Сара Гудман              | 11 августа 2019  | 403         | 0.55                |
| 37      | 4          | «Search and Rescue» «Поиск и спасение»  | Кевин Хукс        | Марк Штегеманн           | 18 августа 2019  | 404         | 0.54                |
| 38      | 5          | «Bleak City» «Унылый город»             | Джонатан Уотсон   | Сьюзэн Харвитц Арнесон   | 25 августа 2019  | 405         | 0.53                |
| 39      | 6          | «The Lost Apostle» «Потерянный апостол» | Джонатан Уотсон   | Гари Тайч                | 1 сентября 2019  | 406         | 0.45                |
| 40      | 7          | «Messiahs» «Мессия»                     | Иэн Б. МакДональд | Марк Штегеманн           | 8 сентября 2019  | 407         | 0.53                |
| 41      | 8          | «Fear of the Lord» «Страх Господень»    | Иэн Б. МакДональд | Уэс Браун                | 15 сентября 2019 | 408         | 0.45                |
| 42      | 9          | «Overture» «Увертюра»                   | Лаура Белси       | Кэролин Таунсенд         | 22 сентября 2019 | 409         | 0.51                |
| 43      | 10         | «End of the World» «Конец света»        | Сэм Кэтлин        | Сэм Кэтлин               | 29 сентября 2019 | 410         | 0.51                |

## Производство

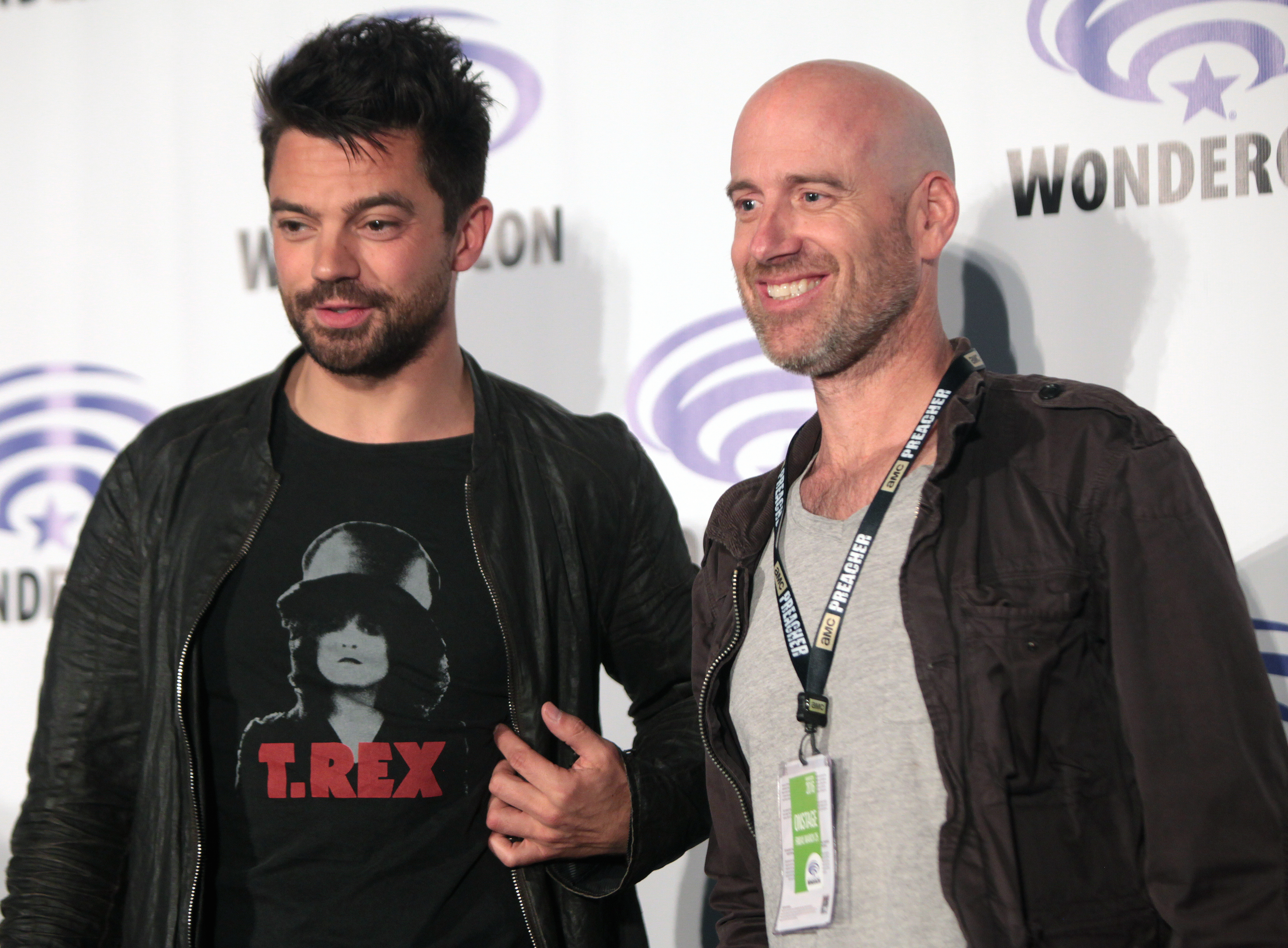
Доминик Купер (слева) и Сэм Кэтлин (справа) на WonderCon в Калифорнии в 2016 году.

### Разработка
16 ноября 2013 года было объявлено что канал AMC развивает идею телесериала, основанного на серии комиксов Preacher издательства Vertigo, импринта DC Comics. 18 ноября 2013 года ресурс BleedingCool подтвердил, что Сет Роген и Эван Голдберг наняты для адаптации оригинального комикса и, при содействии Сэма Кэтлина, написания сценария для пилотного эпизода телесериала, который, как предполагается, будет распространяться под логотипом Sony Pictures Television. 6 февраля 2014 года канал официально дал добро на написание сценария пилотного эпизода Рогеном и Голдбергом и назначил Сэма Кэтлина шоураннером. 3 декабря 2014 года были заказаны съёмки пилотного эпизода. Авторы комиксов-оригинала Стив Диллон и Гарт Эннис также выступают в качестве соисполнительных продюсеров шоу.
9 сентября 2015 года был заказан первый сезон из десяти эпизодов, премьера которого состоялась 22 мая 2016 года. 29 июня 2016 года AMC продлило сериал на второй сезон, состоящий из 13 эпизодов, премьера которого состоялась 25 июня 2017 года. 26 октября 2017 года было объявлено, что сериал продлён на третий сезон, премьера которого состоялась 24 июня 2018 года, и он состоит из 10 эпизодов. В ноябре 2018 сериал был продлён на последний, четвёртый сезон.

### Кастинг
12 февраля 2015 года ресурс Superhero Hype сообщил о том, что персонаж Тюлип О’Хара будет сыгран актрисой-афроамериканкой. 12 марта 2015 года ресурс The Tracking Board опубликовал информацию о том, что канал AMC рассматривает актёра Доминика Купера на роль Джесси Кастера. В марте 2015 года на роль бывшей Кастера, Тюлип О’Хары, была утверждена актриса Рут Негга, а Джозеф Гилган вошёл в основной актерский состав в роли вампира Кэссиди. 9 апреля 2015 года было официально объявлено, что Люси Гриффитс сыграет роль Эмили Вудроу, помощницы Джесси. В тот же самый день поступила неподтвержденная на тот момент информация, что Доминик Купер подписал контракт на роль Джесси Кастера, но официально об этом было объявлено только 17 апреля 2015 года.

### Съёмки
14 мая 2015 года Сет Роген написал в своём Твиттере, что съёмки пилотного эпизода официально стартовали и что он и Эван Голдберг являются его режиссёрами.

## Предыдущие попытки адаптации
Первой попыткой адаптировать «Проповедника» для телеэкрана стал фильм, производством которого начала заниматься студия Electric Entertainment. Место режиссёра заняла Рэйчел Талалэй, а сценаристом стал Гарт Энниc, который должен был адаптировать сюжет комикса для сценария. Руперт Харви и Том Астор были назначены продюсерами. К маю 1998 года Гартом Эннисом были подготовлены три варианта сценария, каждый из которых базировался в основном на сюжетной арке «Сбежавшие в Техас» (англ. Gone to Texas). Из-за проблем с бюджетом и религиозной неоднозначности комикса-оригинала производство фильма было заморожено.
Позднее права на экранизацию «Проповедника» у Electric Entertainment выкупила студия Miramax Films, которая возобновила производство фильма, но также вскоре отказалась от экранизации из-за проблем с бюджетом.
В ноябре 2006, вскоре после того, как Miramax Films оставила проект, канал HBO объявил о производстве пилотного эпизода телесериала, основанного на серии комиксов «Проповедник». Сценарий начал писать Марк Стивен Джонсон, а Ховард Дойч должен был занять кресло режиссёра. Руководство HBO было впечатлено экспериментальным сценарием Джонсона и заказало ему создать канон для первого сезона. По оригинальной задумке Джонсона «каждый выпуск комикса превращается в один полный эпизод» по принципу «кадр-в-кадр». Джонсон отметил: «Я дал [HBO] комиксы и сказал: „Один выпуск — один час“. В ответ Гарт Эннис сказал мне: „Вы переоцениваете комикс“. А я возразил: „Нет-нет-нет. Это нужно, чтобы история походила на комикс“». К августу 2008 года руководство HBO отказалось от производства телесериала, так как посчитала атмосферу истории излишне тёмной и религиозно неоднозначной.
В октябре 2008 года права на экранизацию в виде фильма выкупила Columbia Pictures и назначила Сэма Мендеса в качестве режиссёра. Нил Мориц и Джейсон Неттер должны были выступить в качестве продюсеров. По заявлениям студии исходные сценарии Энниса не должны были использоваться. Однако, вскоре после того, как объявили о создании этого фильма, проект вновь был отложен на неопределённый срок.